# セガソニック・ザ・ヘッジホッグ
『セガソニック・ザ・ヘッジホッグ』は、セガが1993年6月に発売したアーケードゲーム。

## ストーリー
悪の天才科学者ドクター・エッグマンは島に住む動物たちを捕まえてロボットにし手下にした。それを救うべくソニックは動くのであった…。またエッグマンは、カオスエメラルドで世界を征服しエッグマンランドを作ると言う計画もあった…。

## ステージ
VOLCANIC VAULT
転がる火の玉を振り切ったり、火柱が出て来る穴を飛んだりなど、火山をイメージしたステージである。
ICY ISLE
南極風のステージ。地面が凍っていて、さらに氷のブロックが穴に向かって滑ったり、地面から針が飛び出したりするため、高い反射神経が必要とされる。
DESERT DODGE
地面が砂でできており、砂が吹き飛ばされ穴ができたり、アリジゴク型の流砂の罠がある。
TRAP TOWER
巨大な歯車が転がってくるステージ。その名の通り、電気が流れる罠や、ジャンプ台など、様々な罠がある。塔から脱出すればステージクリアとなる。
LANDSLIDE LIMBO
崖のステージで、前のステージから来た歯車が崖を壊してしまい、その状態を進んでいく。また、道だと思わせて壁だったりするトラップがあり、最後の機械を壊すとクリアとなる。
WILD WATER WAY
前半は水中を進み、後半は激しい川の流れを板に乗って進んでいく。川の流れに飲み込まれるとかなりのダメージを受けてしまう。
EGGMAN TOWER
今までのステージの様々な仕掛けがあるステージ。ドクター・エッグマンの司令室まで行き着くと、エッグマンが爆破スイッチを押してしまい、20秒たつまでに塔から出ないと、ゲームオーバーになってしまう。

## システム
トラックボール

### プレイヤーキャラクター
ソニック・ザ・ヘッジホッグ
レイ・ザ・フライングスクイレル
マイティー・ザ・アルマジロ

### 非プレイヤーキャラクター
ドクター・エッグマン
| スタブアイコン | サブスタブ | この項目は、まだ閲覧者の調べものの参照としては役立たない、コンピュータゲームに関連した書きかけの項目です。この項目を加筆・訂正などしてくださる協力者を求めています（P:コンピュータゲーム/PJ:コンピュータゲーム）。 |